# Уотсон, Джон (автогонщик)
Джон Маршалл Уотсон (англ. John Marshall «Wattie» Watson) (4 мая, 1946, Белфаст, Северная Ирландия) — британский спортсмен-автогонщик, участник чемпионата мира по автогонкам в классе Формула-1. Один из быстрейших пилотов на рубеже 1970-х и 1980-х. В частности ему принадлежит абсолютный рекорд турнира, он смог выиграть одну из гонок (Гран-при США-Запад 1983 года) стартовав с 22-й позиции, чего больше сделать никому не удавалось. Однако, в целом Джон отличался поразительной невезучестью.

## Результаты гонок Формулы-1
| Легенда к таблице |                                                                    |
| --- | ------------------------------------------------------------------ |
| В таблице перечислены результаты всех Гран-при Формулы-1, в которых принимал участие гонщик. Строками таблицы являются сезоны, столбцами — этапы чемпионата мира. В каждой клетке указаны сокращённое название этапа и результат, дополнительно обозначенный цветом. Расшифровка обозначений и цветов представлена в нижеследующей таблице. |                                                                    |
| \| Пример \| Описание \| \| ------------ \| ------------------------------------------------------------------ \| \| 1 \| Победитель \| \| 2 \| Второе место \| \| 3 \| Третье место \| \| 5 \| Финишировал, заработав очки \| \| Сход \| Не финишировал, но при этом заработал очки \| \| 12 \| Финишировал, не получив очков \| \| НКЛ \| Финишировал, но не попал в финальную классификацию \| \| 15 \| Участвовал вне зачёта, либо по отдельной классификации \| \| 18 \| Не финишировал, но попал в финальную классификацию \| \| Сход \| Не финишировал \| \| НКВ \| Не прошёл квалификацию \| \| НПКВ \| Не прошёл предквалификацию \| \| ДСК \| Дисквалифицирован \| \| ИСК \| Исключён из протокола соревнований \| \| ТТ \| Заявлен для участия только в тренировках \| \| НС \| Участвовал в квалификации, но не стартовал в гонке \| \| Т \| Травмирован или болен \| \| ОТК \| Отказ от участия \| \| НТР \| Прибыл на соревнования, но на трассу не выезжал \| \| НПР \| Был заявлен в числе участников, но не прибыл к началу соревнований \| \| О \| Соревнования отменены \| \| \| Не участвовал \| \| Поул-позиция \| \| \| Быстрый круг \| \| |                                                                    |
| Пример | Описание                                                           |
| 1 | Победитель                                                         |
| 2 | Второе место                                                       |
| 3 | Третье место                                                       |
| 5 | Финишировал, заработав очки                                        |
| Сход | Не финишировал, но при этом заработал очки                         |
| 12 | Финишировал, не получив очков                                      |
| НКЛ | Финишировал, но не попал в финальную классификацию                 |
| 15 | Участвовал вне зачёта, либо по отдельной классификации             |
| 18 | Не финишировал, но попал в финальную классификацию                 |
| Сход | Не финишировал                                                     |
| НКВ | Не прошёл квалификацию                                             |
| НПКВ | Не прошёл предквалификацию                                         |
| ДСК | Дисквалифицирован                                                  |
| ИСК | Исключён из протокола соревнований                                 |
| ТТ | Заявлен для участия только в тренировках                           |
| НС | Участвовал в квалификации, но не стартовал в гонке                 |
| Т | Травмирован или болен                                              |
| ОТК | Отказ от участия                                                   |
| НТР | Прибыл на соревнования, но на трассу не выезжал                    |
| НПР | Был заявлен в числе участников, но не прибыл к началу соревнований |
| О | Соревнования отменены                                              |
| | Не участвовал                                                      |
| Поул-позиция |                                                                    |
| Быстрый круг |                                                                    |

| Год  | Команда               | Шасси    | Двигатель   | 1        | 2        | 3        | 4        | 5        | 6        | 7        | 8        | 9        | 10       | 11       | 12       | 13       | 14       | 15       | 16       | 17       | Место | Очки |
| ---- | --------------------- | -------- | ----------- | -------- | -------- | -------- | -------- | -------- | -------- | -------- | -------- | -------- | -------- | -------- | -------- | -------- | -------- | -------- | -------- | -------- | ----- | ---- |
| 1973 | Ceramica Pagnossin    | Брэбем   | Форд        | АРГ      | БРА      | ЮАР      | ИСП      | БЕЛ      | МОН      | ШВЕ      | ФРА      | ВЕЛ Сход | НИД      | ГЕР      | АВТ      | ИТА      | КАН      | США Сход |          |          | -     | 0    |
| 1974 | Goldie Hexagon Racing | Брэбем   | Форд        | АРГ 12   | БРА Сход | ЮАР Сход | ИСП 11   | БЕЛ 11   | МОН 6    | ШВЕ 11   | НИД 2    | ФРА 16   | ВЕЛ 11   | ГЕР Сход | АВТ 4    | ИТА 7    | КАН Сход | США 5    |          |          | 15    | 6    |
| 1975 | Сёртиз                | Сёртиз   | Форд        | АРГ ДСК  | БРА 10   | ЮАР 16   | ИСП 8    | МОН Сход | БЕЛ 10   | ШВЕ 16   | НИД Сход | ФРА 13   | ВЕЛ 11   |          | АВТ 10   | ИТА      |          |          |          |          | 23    | 0    |
| 1975 | Лотус                 | Лотус    | Форд        |          |          |          |          |          |          |          |          |          |          | ГЕР Сход |          |          |          |          |          |          | 23    | 0    |
| 1975 | Пенске                | Пенске   | Форд        |          |          |          |          |          |          |          |          |          |          |          |          |          | США 9    |          |          |          | 23    | 0    |
| 1976 | Пенске                | Пенске   | Форд        | БРА Сход | ЮАР 5    | США НКЛ  | ИСП Сход | БЕЛ 7    | МОН 10   | ШВЕ Сход | ФРА 3    | ВЕЛ 3    | ГЕР 7    | АВТ 1    | НИД Сход | ИТА 11   | КАН 10   | США 6    | ЯПО Сход |          | 7     | 20   |
| 1977 | Брэбем                | Брэбем   | Альфа-Ромео | АРГ Сход | БРА Сход | ЮАР 6    | США ДСК  | ИСП Сход | МОН Сход | БЕЛ Сход | ШВЕ 5    | ФРА 2    | ВЕЛ Сход | ГЕР Сход | АВТ 8    | НИД Сход | ИТА Сход | США 12   | КАН Сход | ЯПО Сход | 13    | 9    |
| 1978 | Брэбем                | Брэбем   | Альфа-Ромео | АРГ Сход | БРА 8    | ЮАР 3    | США Сход | МОН 4    | БЕЛ Сход | ИСП 5    | ШВЕ Сход | ФРА 4    | ВЕЛ 3    | ГЕР 7    | АВТ 7    | НИД 4    | ИТА 2    | США Сход | КАН Сход |          | 6     | 25   |
| 1979 | МакЛарен              | МакЛарен | Форд        | АРГ 3    | БРА 8    | ЮАР Сход | США Сход | ИСП Сход | БЕЛ 6    | МОН 4    | ФРА 11   | ВЕЛ 4    | ГЕР 5    | АВТ 9    | НИД Сход | ИТА Сход | КАН 6    | США 6    |          |          | 9     | 15   |
| 1980 | МакЛарен              | МакЛарен | Форд        | АРГ Сход | БРА 11   | ЮАР 11   | США 4    | БЕЛ НКЛ  | МОН НКВ  | ФРА 7    | ВЕЛ 8    | ГЕР Сход | АВТ Сход | НИД Сход | ИТА Сход | КАН 4    | США НКЛ  |          |          |          | 11    | 6    |
| 1981 | МакЛарен              | МакЛарен | Форд        | США Сход | БРА 8    | АРГ Сход | САН 10   | БЕЛ 7    | МОН Сход | ИСП 3    | ФРА 2    | ВЕЛ 1    | ГЕР 6    | АВТ 6    | НИД Сход | ИТА Сход | КАН 2    | СИЗ 7    |          |          | 6     | 27   |
| 1982 | МакЛарен              | МакЛарен | Форд        | ЮАР 6    | БРА 2    | СШЗ 6    | САН      | БЕЛ 1    | МОН Сход | ДЕТ 1    | КАН 3    | НИД 9    | ВЕЛ Сход | ФРА Сход | ГЕР Сход | АВТ 9    | ШВА 13   | ИТА 4    | СИЗ 2    |          | 3     | 39   |
| 1983 | МакЛарен              | МакЛарен | Форд        | БРА Сход | СШЗ 1    | ФРА Сход | САН 5    | МОН НКВ  | БЕЛ Сход | ДЕТ 3    | КАН 6    | ВЕЛ 9    | ГЕР 5    | АВТ 9    | НИД 3    |          |          |          |          |          | 7     | 22   |
| 1983 | МакЛарен              | МакЛарен | TAG Porsche |          |          |          |          |          |          |          |          |          |          |          |          | ИТА Сход | ЕВР Сход | ЮАР ДСК  |          |          | 7     | 22   |
| 1985 | МакЛарен              | МакЛарен | TAG Porsche |          |          |          |          |          |          |          |          |          |          |          |          |          | ЕВР 7    |          |          |          | 23    | 0    |